# Geschichtsblätter der Deutschen Hugenotten-Gesellschaft
Geschichtsblätter der Deutschen Hugenotten-Gesellschaft titelt die von der Deutschen Hugenotten-Gesellschaft in Bad Karlshafen herausgegebene Fachzeitschrift zur Geschichte der Hugenotten. Dabei bildete der Band 47 zugleich den Band 10 der in Celle erscheinenden Reihe Kleine Schriften zur Celler Stadtgeschichte.
Band 39 erschien als CD-ROM-Ausgabe.
Das seit 1998 vierteljährlich erscheinende Periodikum ist Nachfolger der Zeitschrift Geschichtsblätter des Deutschen Hugenotten-Vereins.